# Autoridade

Vercingetórix Jogando Suas Armas aos Pés de César (1899), de Lionel Royer. A cerimônia marcou a submissão dos gauleses sob a autoridade de Roma.

Autoridade (do termo latino auctoritate) é um sinônimo de poder. É a base de qualquer tipo de organização hierarquizada, sobretudo no sistema político. É uma espécie de poder continuado no tempo, estabilizado, podendo ser caracterizado como institucionalizado ou não, em que os subordinados prestam obediência ao indivíduo ou à instituição detentores da autoridade.

## Exemplos de Relações de Autoridade
O poder dos pais sobre os filhos na família, do mestre sobre os alunos na escola, o poder de um chefe de Igreja sobre os fiéis, o poder de um empresário sobre seus funcionários, o poder de um chefe militar sobre seus soldados, a autoridade fundada sobre a legitimidade democrática (eleição), a autoridade carismática de um chefe religioso (com a necessidade de ações extraordinárias para garantir que este possui a graça divina), são exemplos de relações de autoridade.

## Formas de classificação
Segundo Norberto Bobbio[carece de fontes?], existem três formas de se classificar o poder da autoridade:
- a forma coercitiva, onde a autoridade estabelece suas diretrizes baseadas na aplicação de sanções físicas;
- a remunerativa, onde a autoridade é baseada no controle de recursos e redistribuições materiais;
- e a normativa, baseada na alocação dos prêmios e privações simbólicos.

## Legitimidade da Autoridade

A Coroação de Napoleão (1804), de Jacques-Louis David e Georges Rouget. Napoleão Bonaparte coloca a coroa, símbolo da autoridade imperial, na cabeça de Josephine.

Devido à natureza abrangente do conceito, diversos filósofos e teóricos tentaram definir a "autoridade legítima", chegando no entanto a conclusões diferentes. Segundo Bakunin, por exemplo:

A liberdade do ser humano consiste unicamente nisso: ele obedece leis naturais porque ele as reconhece como tais, e não porque elas foram impostas a ele por um poder externo qualquer, seja ele divino ou humano, coletivo ou individual.
Ou seja: para ele, a autoridade nunca é legítima.
Já para outros como Max Weber, existem certas autoridades que são legítimas. Ele as divide em três tipos: a autoridade tradicional, a autoridade carismática e a autoridade racional-legal.
De acordo com Norberto Bobbio[carece de fontes?], a segunda e mais comum definição de autoridade considera que nem todo o poder estabilizador é autoridade, mas somente aquele em que a disposição de obedecer de forma incondicional se baseia na crença da legitimidade do poder. Ou seja, o poder da autoridade é considerado legítimo por parte dos indivíduos ou grupos que participam da mesma relação de poder. Nesta concepção, a autoridade tem o direito de mandar e os subordinados o dever de cumprir com as diretrizes proferidas pela autoridade. Portanto, é a aceitação do poder como legítimo que produz a atitude mais ou menos estável no tempo de obediência incondicional às diretrizes que provêm de uma determinada fonte. Essa obediência, no entanto, torna-se durável mas não permanente, pois, de tempos em tempos, a legitimidade do poder desta autoridade sofre a necessidade de ser reafirmada.

## Abuso de autoridade
Ocorre quando alguém resolve abusar do seu poder de autoridade e usar critérios particulares para fazer valer a sua vontade, muitas vezes pessoal e não baseada em critérios justos.
Alguns exemplos podem ser o funcionário público que acha que é dono do espaço público só porque tem autoridade para cuidar do local e é protegido pela lei. Ou quando uma pessoa detentora de autoridade usa critérios baseados em abuso de autoridade e preconceitos. Ou o político que acha que pode tomar decisões de autoridade sem consultar democraticamente o povo que o elegeu, não percebendo que só tem essa autoridade porque foi o povo quem o colocou lá e, por conseguinte, deve explicações a ele.
Tipicamente, o abuso de poder é uma forma (seja ela maioritária ou minoritária) de ditadura. Desde quando nascemos, temos uma autoridade em nossa vida. Pode ser definido como abuso de autoridade também o exercício do poder com uso de violência, até mesmo entre a família, quando os pais ou algum parente usam a autoridade que têm para a violência.

## Autoridade no contexto religioso
A questão da autoridade no contexto religioso pode partir da concepção agostiniana da vida monástica e de como o problema do confrontamento dessa vida com a estratificação social e com a autoridade cria uma série de desafios.
Santo Agostinho era responsável por três mosteiros em Hipona e defendia que, num mosteiro, todos deveriam compartilhar a vida como um só corpo e coração em busca de Deus. Contudo, Santo Agostinho temia que a vida monástica levasse a uma espécie de "competição ascética". Assim, reconhece que tais comunidades não poderiam funcionar sem uma autoridade central, mas julgava necessário equilibrar a força da autoridade com as necessidades da comunidade monástica, e tal equilíbrio deveria ser zelado pela autoridade. Um superior deve ser obedecido mas também deve saber perdoar.